# Hubert Linard
Hubert Linard (Clérey, 26 de febrer de 1953) va ser un ciclista francès que fou professional entre 1977 i 1986. El 1976, sent amateur, guanyà la París-Troyes. Durant la seva etapa com a professional aconseguí 3 victòries. Va córrer junt a Hennie Kuiper, Jean-René Bernaudeau i Gilbert Duclos-Lassalle.

## Palmarès
- 1974
  - 1r a la París-Mantes
- 1976
  - 1r a la París-Troyes
- 1977
  - 1r de la París-Camembert
- 1984
  - 1r de la París-Camembert
  - 1r de la Bordeus-París

### Resultats al Tour de França
- 1980. 46è de la classificació general
- 1981. 46è de la classificació general
- 1982. 56è de la classificació general
- 1983. 50è de la classificació general
- 1984. 112è de la classificació general
- 1985. 98è de la classificació general